# Overcooked 2
『Overcooked 2』（オーバークック2）は、Ghost Town GamesとTeam17が共同で開発し、Team17によって発売された料理アクションゲームであり、初代『Overcooked』の続編である。2018年8月にMicrosoft Windows、Nintendo Switch 、Xbox One版、9月にPlayStation 4版の配信が開始された。
2019年12月19日には『オーバークック スペシャルエディション + オーバークック2』が株式会社ポケットにより発売されており、『Overcooked』、『Overcooked 2』の2作を収録したリマスター版 『Overcooked! All You Can Eat（オーバークック 王国のフルコース）』がPlayStation 5とXbox Series X/S版が2020年11月に、Microsoft Windows、Nintendo Switch、Xbox One版が2021年3月に配信が開始されている。

## ゲーム内容

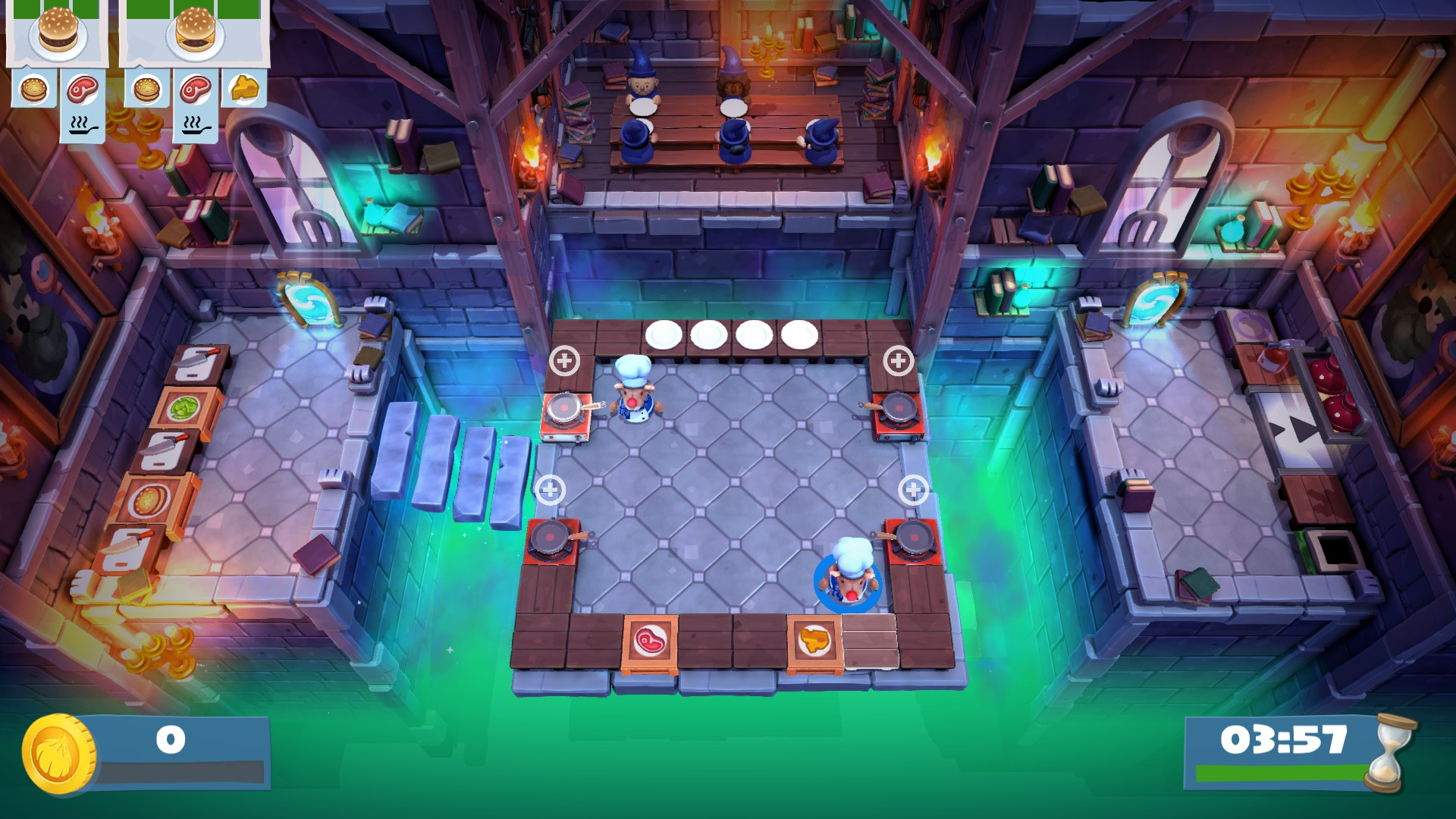
『Overcooked 2』のスクリーンショット

最大4人のプレイヤーでチームを組み協力してレストランで注文どおりの料理を完成させていく。プレイヤーは食材を切って、調理し、皿に盛り、提供し、皿を洗う。制限時間内にできるだけ多くの注文をこなすのが目的。今作では、新たなステージやシェフの衣装、レシピなどが追加された。空間を移動するポータル、動く通路、通路をふさぐ火事などのギミックが難易度を上げている。新しく「投げる」アクションも追加され、食材を仲間のシェフや鍋に向かって投げることが可能になった。更にオンラインプレイにも対応しており、アーケードモードと対戦モードでプレイできる。